# Carl Henrik Fredriksson
Carl Henrik Fredriksson, född 1965 i Jönköping, är en svensk litteraturkritiker, krönikör, essäist och översättare. Från 2001 till 2015 var han chefredaktör för det europeiska kulturtidskriftsnätverket Eurozine som han var med och grundade 1998. Mellan 1998 och 2001 var han chefredaktör för Ord&Bild.
Fredriksson, som är bosatt i Wien, är permanent fellow vid Institut für Medien- und Kommunikationspolitik i Berlin och visiting fellow vid Institut für die Wissenschaften vom Menschen i Wien.
Mellan 1987 och 1995 studerade Fredriksson litteraturvetenskap, filosofi, sociologi och konstvetenskap vid Lunds universitet och europeisk idéhistoria och hermeneutik vid Göteborgs universitet.
Sedan 1988 har han skrivit kritik och essäer om litteratur, litteraturteori, konst, media och politik för en mängd svenska och internationella tidningar och tidskrifter, bland annat 90-tal, Courrier International, Dagens Nyheter, Glänta, Göteborgs-Posten, Ord&Bild, Pequod, Reč, Svenska Dagbladet, Sydsvenska Dagbladet, Varlik, Vikerkaar och Wespennest. Han har också varit återkommande krönikör på Sveriges Radio P1.
Han har översatt bland andra Jürgen Habermas, Seymour Papert och Judith Schalansky till svenska.